# Bányamúzeum (Salgótarján)
A salgótarjáni Bányamúzeum Magyarország első földalatti bányamúzeuma, amely 1965. április 30-án nyílt meg az egykori József lejtősakna épségben lévő vágatrendszerében. A szomszédos bányakolónia egyik volt tiszti lakásában 1985-ben a történeti kiállítás, 1986-ban pedig a külszíni bemutató, 1995-ben a felújított múzeum kiállítása nyílt meg. A salgótarjáni Dornyay Béla Múzeum kiállítóhelyeként működik. Fenntartója Salgótarján város.

## A történeti kiállítás
Nógrád vármegye barnakőszénterülete legnagyobbrészt a Mátra északi és a Cserhát északkeleti részén található. Három nagy vállalat: a Salgótarjáni Kőszénbánya Rt., az Észak-magyarországi Egyesített Kőszénbánya és Iparvállalat Rt. és a Salgótarjáni Vasfinomító Társulat a szénmedence északi és középső részén termelte a szenet.
A kiállításban a bányász ünnepi viseletek, kiegészítők mellett korabeli szerszámok, világítóeszközök, táró- és aknaképek, üzemi felvételek, térképek, statisztikák és dokumentumok teszik érthetővé a bányászat fejlődését a megyében.

## A külszíni bemutató
A kiállítóterem udvarán került kialakításra a skanzen, ahol mozdonyok, csillék, szállítóvagonok kaptak helyet. Három keskenynyomtávú vasútvonalon a körbejárható szállítóeszközök használatát az épület falán elhelyezett térkép segít értelmezni.

## A föld alatti bányamúzeum

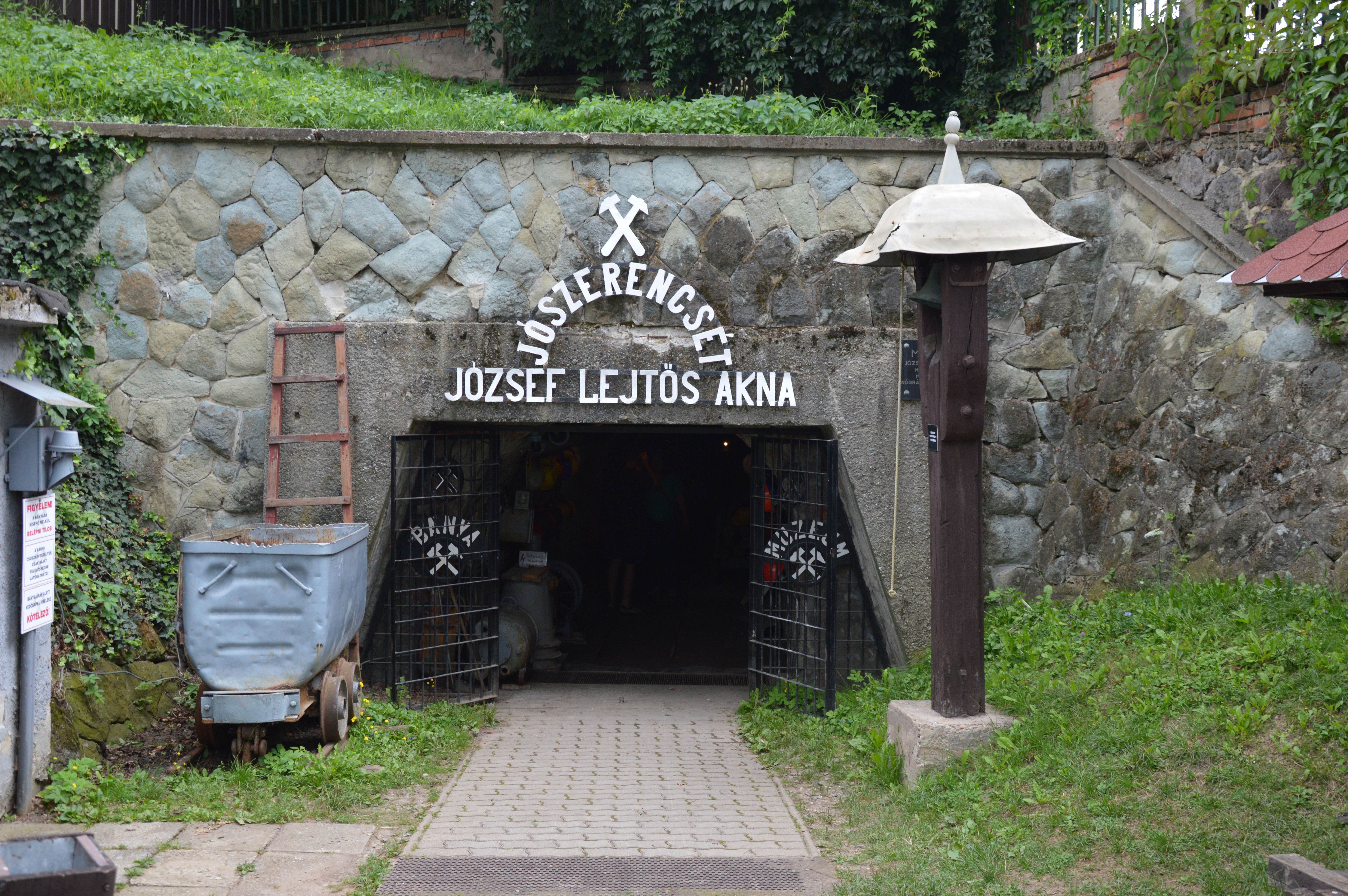
A József lejtősakna bejárata

A múzeumegyüttes ezen részében a bányajárás élményeiben részesülhetnek a látogatók. A múzeum lejáratánál található id. Szabó István vájárt ábrázoló alkotása. A lejtősakna bal oldalán lármafát, jobb oldalán a székvölgyi bányatelep haranglábját, valamint a műszakváltás jelzésére szolgáló klopacskát tekinthetik meg.
A tárószerűen indított lejtősaknát 1937-ben mélyítették, hogy az egykori József akna visszahagyott szénpilléreit, a bennhagyott alsópadot leműveljék. Ezeknek a vágatoknak az egy részét képezték ki múzeumi bemutatás céljára. Igyekeztek megőrizni bányajellegét, és közel 280 méter hosszú vágatokban a látogató teljes áttekintést nyerhet egy bányáról és annak berendezéséről.
A föld alatti bányarendszerben ma muzeális gépek, a vágathálózat, a portálé, a bemeneti tárórész, a lejtős szállítóvágat, a légvágat zömében az eredeti állapotokat megőrizve reprezentálja a 19–20. századi nógrádi szénbányászatot